# Llansoy

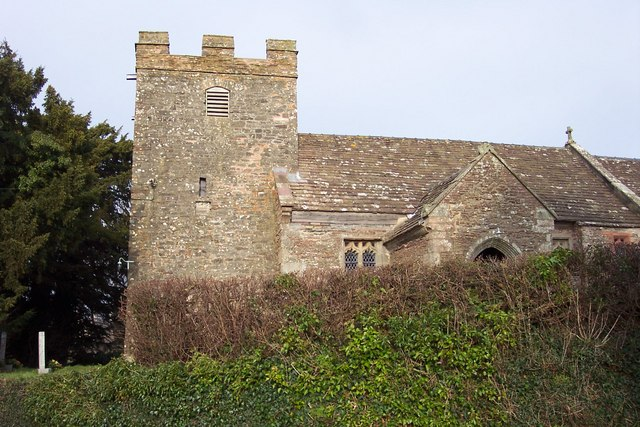
A Igreja de St. Tysoi em Llansoy.

Llansoy (em galês:  Llan-soe) é uma vila situada em Monmouthshire, no sudeste de Gales. Limita-se a 3 milhas a sudeste com Raglan.

## História
Há um castro da  Idade do Ferro no sentido noroeste da vila, no Great House, cobrindo uma área de cerca de 2 hectares e com vista para o Olway Brook. Mais tarde, a área foi colonizada supostamente por descendentes do rei galês Brychan.

## Igreja de St. Tysoi
A igreja paroquial acredita-se ter sido originalmente fundada por volta do século VI. Dedica a Tysoi do qual nada se sabe, embora seja pensado que este pode ter sido pupilo de St. Dyfrig. A estrutura é em grande parte constituída no estilo Perpendicular do século XIV ou XV, haja vista que foi parcialmente restaurada em 1858. A torre data provavelmente do final do século XVII.